# Куба на летних Олимпийских играх 1996
Куба принимала участие в Летних Олимпийских играх 1996 года в Атланте (США), и завоевала 9 золотых, 8 серебряных и 8 бронзовых медалей. Сборная страны состояла из 164 спортсменов (111 мужчин, 53 женщины).

## Медалисты
| Медаль  | Спортсмен | Вид спорта           | Дисциплина                            |
| ------- | --- | -------------------- | ------------------------------------- |
| Золото  | Маикро Ромеро | Бокс                 | Мужчины, до 51 кг                     |
| Золото  | Эктор Винент | Бокс                 | Мужчины, до 63,5 кг                   |
| Золото  | Ариэль Эрнандес | Бокс                 | Мужчины, до 75 кг                     |
| Золото  | Феликс Савон | Бокс                 | Мужчины, до 91 кг                     |
| Золото  | Команда | Бейсбол              | Мужчины                               |
| Золото  | Дриулис Гонсалес | Дзюдо                | Женщины, до 56 кг                     |
| Золото  | Пабло Лара | Тяжёлая атлетика     | Мужчины, до 76 кг                     |
| Золото  | Филиберто Аскуй | Греко-римская борьба | Мужчины, до 74 кг                     |
| Золото  | Юмилка Руис Луасес Марленис Коста Бланко Мирея Луис Эрнандес Лилиан Искьердо Агирре Идальмис Гато Раиса О`Фаррилл Баланос Регла Белл Маккензи Регла Торрес Эррера Таисмари Агуэро Лейва Ана Ибис Фернандес Валье Магали Карвахал Мирка Франсиа Васконселос | Волейбол             | Женщины                               |
| Серебро | Ана Фиделия Кирот | Лёгкая атлетика      | Женщины, 800 м                        |
| Серебро | Арнальдо Меса | Бокс                 | Мужчины, до 54 кг                     |
| Серебро | Хуан Эрнандес | Бокс                 | Мужчины, до 67 кг                     |
| Серебро | Альфредо Дуверхель | Бокс                 | Мужчины, до 71 кг                     |
| Серебро | Иван Тревехо | Фехтование           | Мужчины, шпага, личное первенство     |
| Серебро | Эстелла Родригес | Дзюдо                | Женщины, свыше 72 кг                  |
| Серебро | Родольфо Фалькон | Плавание             | Мужчины, 100 м на спине               |
| Серебро | Хуан Марен | Греко-римская борьба | Мужчины, до 62 кг                     |
| Бронза  | Йоэльби Кесада | Лёгкая атлетика      | Мужчины, тройной прыжок               |
| Бронза  | Элвис Грегори Роландо Тукер Оскар Гарсия Перес | Фехтование           | Мужчины, рапира, командное первенство |
| Бронза  | Исраэль Эрнандес | Дзюдо                | Мужчины, до 65 кг                     |
| Бронза  | Амарилис Савон | Дзюдо                | Женщины, до 48 кг                     |
| Бронза  | Легна Вердесия | Дзюдо                | Женщины, до 52 кг                     |
| Бронза  | Диаденис Луна | Дзюдо                | Женщины, до 72 кг                     |
| Бронза  | Нейссер Бент | Плавание             | Мужчины, 100 м на спине               |
| Бронза  | Алексис Вила | Вольная борьба       | Мужчины, до 48 кг                     |